# Bockvete
Bockvete (Aegilops cylindrica) är en gräsart som beskrevs av Nicolaus Thomas Host. Enligt Catalogue of Life ingår Bockvete i släktet bockveten och familjen gräs, men enligt Dyntaxa är tillhörigheten istället släktet bockveten och familjen gräs. Arten förekommer tillfälligt i Sverige, men reproducerar sig inte. Inga underarter finns listade i Catalogue of Life.

## Bildgalleri

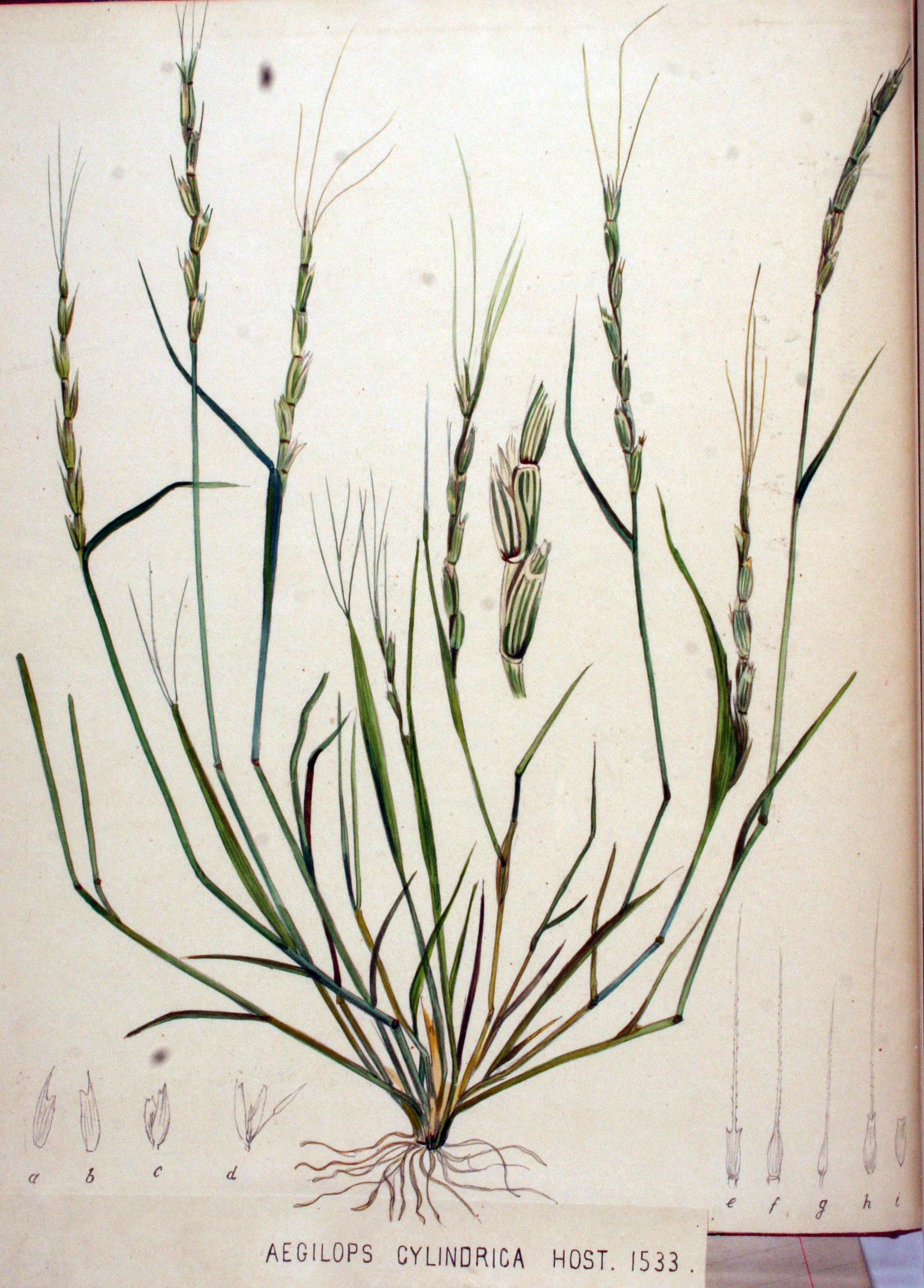
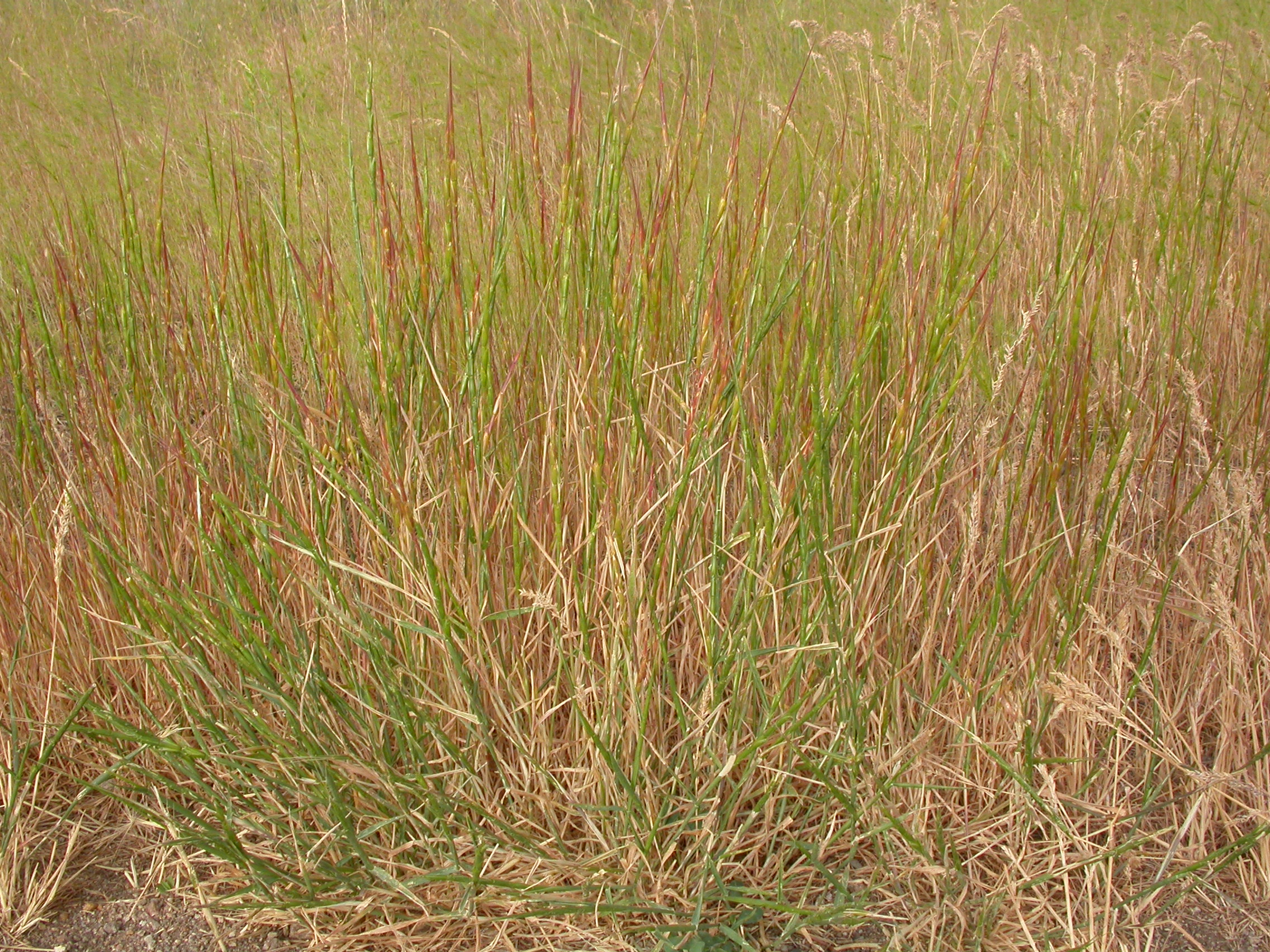
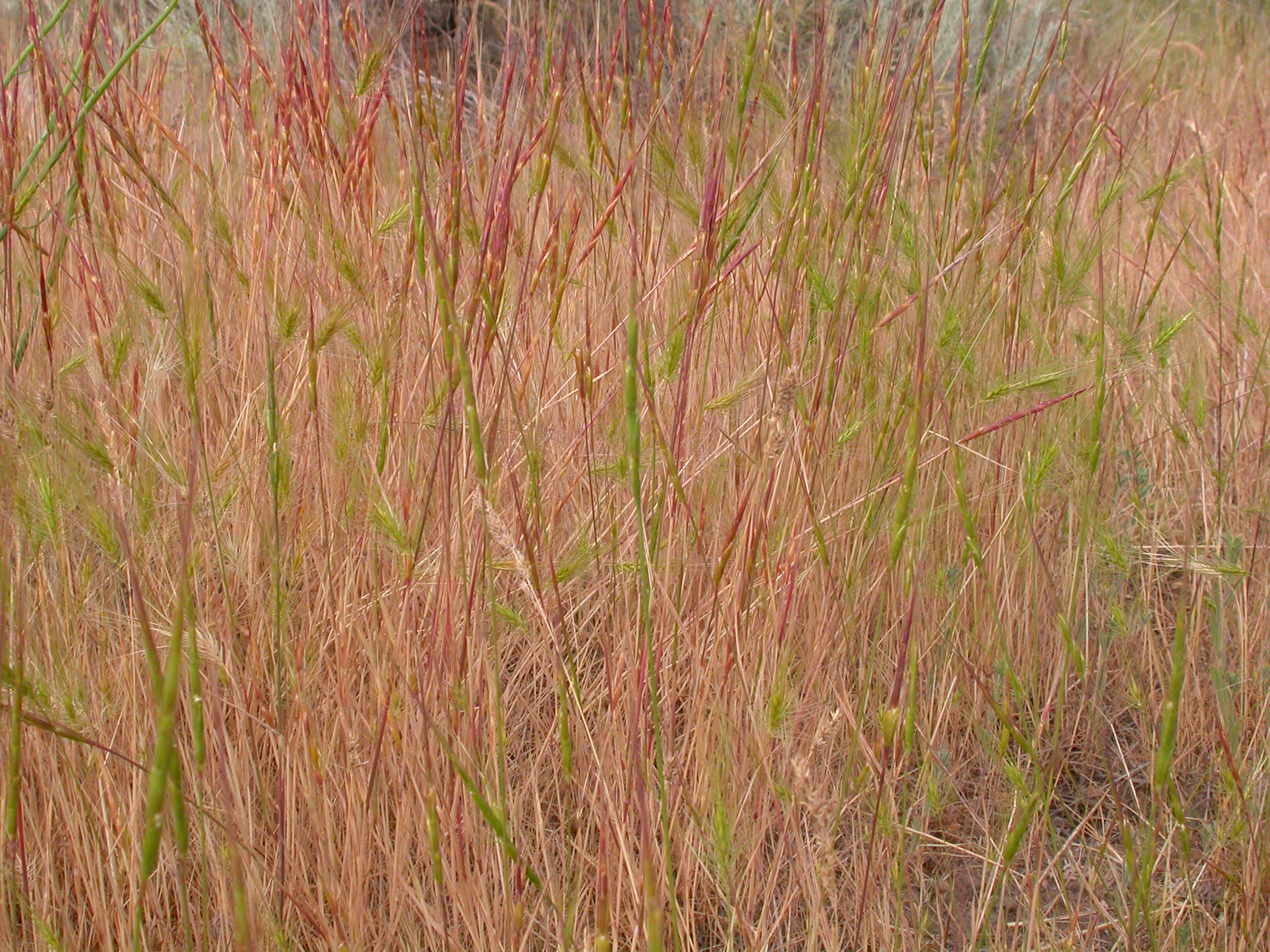